# 福康縣
福康縣，是明代交阯承宣布政使司新平府下轄的一個縣。治所約在今越南廣寧縣地區。

## 沿革
- 吳、晉、隋西卷縣之地，占城為地哩州，李朝為臨平州，陳為福康縣。
- 明永樂五年六月癸未（1407年7月5日）置，屬新平府親領[3][4][5][6][7][8]。
- 永樂十三年八月二十三日丁亥（1415年9月25日），以知見縣分隸衙儀、福康二縣[9]。
- 永樂十七年九月十四日丙辰（1419年10月3日），並新平府之福康縣入衙儀縣[10][11]。